# Testament (Album)
Testament ist ein Jazzalbum des Trios Fire! um Mats Gustafsson. Die am 14. und 15. Dezember 2022 im Electrical Audio Studio in Chicago entstandenen Aufnahmen erschienen am 22. März 2024 auf Rune Grammofon.

## Hintergrund
Das Trio Fire!, das er mit dem Bassisten Johan Berthling und dem Schlagzeuger Andreas Werliin bildet, gehört zu den zahlreichen musikalischen Projekten des schwedischen Saxophonisten Mats Gustafsson. 2009 nahm Fire! das Album You Liked Me Five Minutes Ago auf. Auf ihrem Album Testament, aufgenommen mit Steve Albini am Mischpult, verzichtete die Gruppe auf viele ihrer klanglichen Erweiterungen, notierte Phil Freeman. So spielte Gustafsson hier weder Flöte noch selbstgemachte Elektronik, beides war auf dem vorherigen Fire!-Orchestra-Album Echoes zu hören, und es würde auch keine besonderen Gastmusiker geben, wie noch 2020 bei ihrem Quartett-Album Defeat, mit dem Trompeter Goran Kajfes und dem Posaunisten Mats Äleklint.

## Titelliste
- Fire!: Testament (Rune Gramofon RLP3234)[3]

1. Work Song for a Scattered Past 6:56
2. The Dark Inside of Cabbage 5:20
3. Four Ways of Dealing with One Way 8:38
4. Running Bison. Breathing Entity. Sleeping Reality. 10:37
5. One Testament. One Aim. One More To Go. Again. 9:02

Die Kompositionen stammen von Mats Gustafsson, Johan Berthling und Andreas Werliin.

## Rezeption

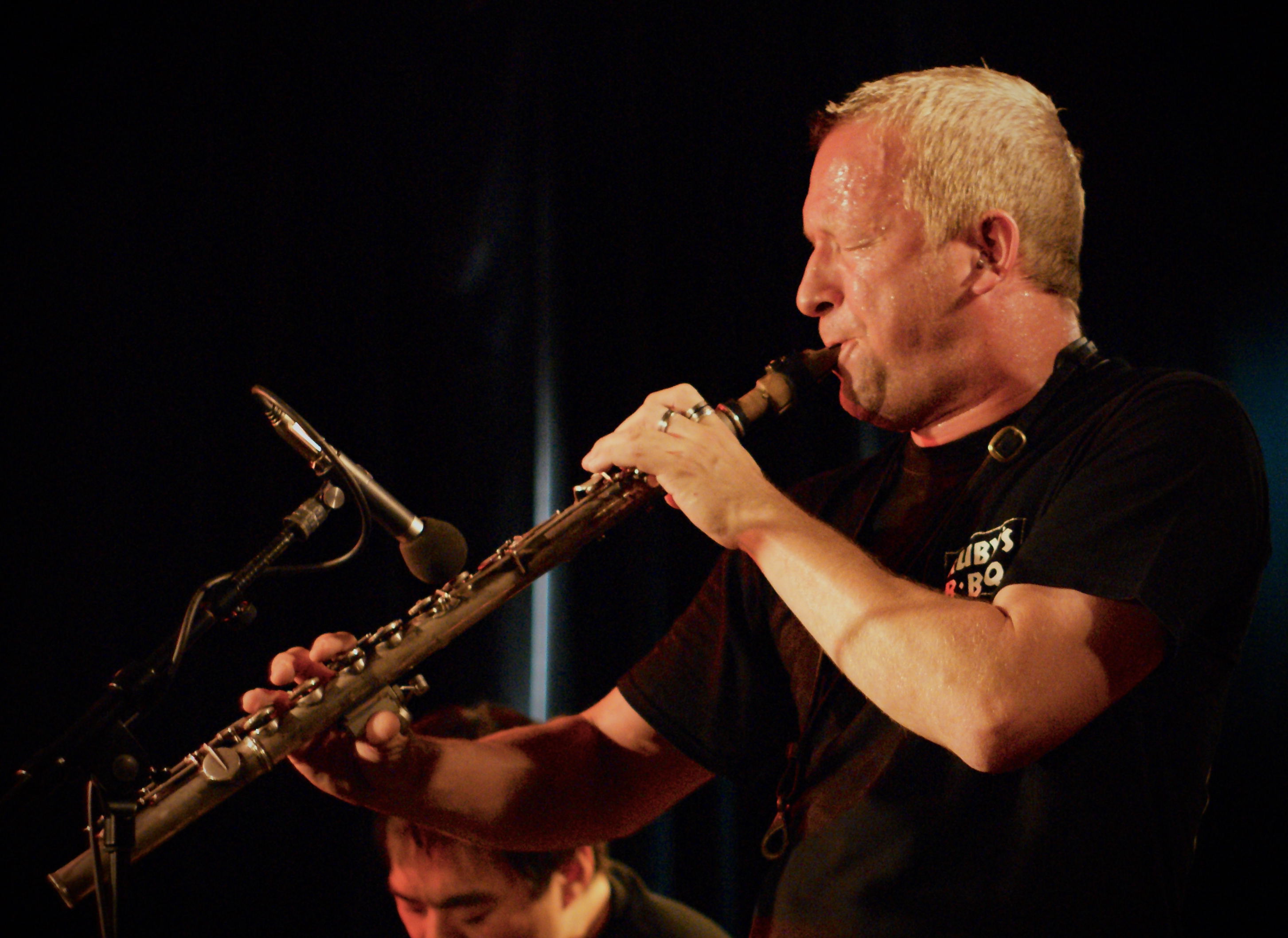
Mats Gustafsson (2010)

Das Trio Fire! des Saxophonisten Mats Gustafsson mit Bassist Johan Berthling und Schlagzeuger Andreas Werliin war in seinem Konzept schon immer relativ minimalistisch, aber selten so sehr wie auf diesem Album, schrieb Phil Freeman in Ugly Beauty/Stereogum. Dies sei der Sound von drei Männern in einem Raum, die minimal[istisch]e Grooves hervorbringen würden, die sowohl Dub und Postpunk als auch Jazz ähnelten. In mancher Hinsicht sei es sehr vergleichbar mit dem Ill-Considered-Album Precipice (2014). „Work Song for a Scattered Past“ bilde den Auftakt der Platte und sei ein wunderschönes Beispiel für die telepathische Interaktion der Band und Albinis Kunst als Tonmeister: Werliins Schlagzeug klinge gewaltig, und Gustafssons Saxophon würde sich zu einem wilden Dröhnen erheben.
Bei flüchtigem Hinhören sei der größte Teil des Albums eine Mischung von Mats Gustafssons langsamen und bedächtigen, lange ausgehaltenen tiefen Tönen auf dem Baritonsaxophon und Johan Berthlings und Andreas Werliins passenden Bass-Ostinatos und Schlagzeug-Patterns, die ursprünglich klingen, schrieb Chris May in All About Jazz. Bei aufmerksamem Zuhören würde Testament jedoch ein filigraneres Bild bieten. Es wirke so, als ob die Komplexität direkt hinter der Bühne vorhanden wäre und darauf wartete, vom Zuhörer weitergeführt zu werden. Testament sei das erste Fire!-Album, das auf das Wesentliche reduziert werde. Dieser Ansatz würde gut zur Gruppe passen, so wie er gelegentlich auch zu dem ähnlich klingendem Tenorsaxophon- und Schlagzeug-Duo Binker & Moses passe. Seit 2009 habe Fire! „die expressionistische Energie des ausgefallenen Jazz“ mit House-Rock-Grooves gepaart und der Zauber bleibe kraftvoll.